# Qu'il est loin l'amour
Albums de Nana Mouskouri
Vivre avec toi
(1980) Ballades
(1982)
Singles
1. Je chante avec toi Liberté
Sortie : 1981

Qu'il est loin l'amour (parfois connu sous le nom Je chante avec Toi Liberté) est un album francophone de la chanteuse d'origine grecque Nana Mouskouri sorti en France en 1981. Produit par son compagnon André Chapelle, l'album contient la chanson Je chante avec toi Liberté, l'un des plus gros succès de la chanteuse mais également un titre dans la langue natale de la chanteuse, le grec, Droom Droom. L'album se serait vendu à environ 689 000 exemplaires depuis son lancement.

## Liste des titres
| 1.          | Je chante avec toi Liberté | Verdi, Pierre Delanoé, Claude Lemesle     | 4:03 |
| 2.          | Il n'y a pas que l'amour   | J. Denver, Pierre Delanoé, Claude Lemesle | 2:53 |
| 3.          | Les mauvais souvenirs      | Tom Paxton, Graeme Allwright              | 3:18 |
| 4.          | Petit Pierre               | A. Larios, Pierre Delanoé, Claude Lemesle | 4:10 |
| 5.          | Droom, Droom               | A. Larios                                 | 2:34 |
| 6.          | Ton amour                  | J. Sakel, Alain Goraguer, Claude Lemesle  | 3:24 |
| 7.          | Qu'il est loin l'amour     | Alain Goraguer, Claude Lemesle            | 3:30 |
| 8.          | Couleurs                   | Guy Béart                                 | 3:40 |
| 9.          | La moitié de mon roman     | Alain Goraguer, Claude Lemesle            | 3:47 |
| 10.         | La clairière               | J. Johns, Pierre Delanoé, Claude Lemesle  | 2:20 |
| 11.         | Bougeotte Boogie           | Alain Goraguer, Claude Lemesle            | 3:30 |
| 12.         | Tourne la chance           | J. Sakel, Michel Jourdan                  | 3:23 |
| 40 min 31 s |                            |                                           |      |

## Classements
| Pays   | Meilleure position | Certification | Ventes  |
| ------ | ------------------ | ------------- | ------- |
| France | 2.                 | Platine       | 689 000 |
| Canada |                    | Platine       | 100 000 |